# Acizzia convector
Acizzia convector — вид напівтвердокрилих комах родини листоблішок (Psyllidae). Описаний у 2023 році.

## Поширення
Батьківщиною виду є Австралія. Разом з кормовою рослиною поширився в Південній та Південно-Східній Азії (Бруней, Камбоджа, Індія, Лаос, Малайзія (Сабах), Сінгапур і Таїланд) та у США (Флорида).

## Спосіб життя
Вид живиться рослинним соком. Кормовими рослинами є Acacia auriculiformis і Acacia mangium.

## Назва
Назва виду походить латинського convector = «попутник, пасажир», що стосується його широкого поширення разом із господарями.